# Histocidaris cobosi
Histocidaris cobosi is een zee-egel uit de familie Histocidaridae.
De wetenschappelijke naam van de soort werd in 1898 gepubliceerd door Alexander Agassiz.